# توماس انکونو
توماس انکونو(Thomas N'Kono)متولد ۲۰ژوئیه ۱۹۵۶، بازیکن سابق تیم ملی فوتبال کامرون. او بزرگترین دروازه‌بان آفریقا که تا کنون دیده شده‌است می‌باشد و عمدتاً با باشگاه فوتبال اسپانیول بازی کرده‌است، او برای بیش از ۳۰۰ بازی رسمی به مدت تقریباً یک دهه حضور داشت.
به گفته جان لوئیجی بوفون، این دروازه‌بان الهام بخش و الگوی ورزشی او بوده‌است.
مشخصات شخصی
زادروز:۲۰ژوئیه ۱۹۵۶
شهر دیزانگو کامرون
قد:۱/۸۵سانتی‌متر
پست بازی :دروازه‌بانی
تیم ملی:کامرون(۱۹۷۶ تا ۱۹۹۴) ۱۱۲ بازی ملی